# Stop Playin' A Wall
「Stop Playin' A Wall」（ストップ・プレイン・ア・ウォール）は、ZEEBRAの11枚目のシングル。2006年12月6日にポニーキャニオンから発売された。

## 概要
前作から約1年3ヶ月ぶりにリリースされたシングル。アルバム『The New Beginning』を経てのリリースとなった。

## 収録曲
1. Stop Playin' A Wall
作詞：ZEEBRA、作曲：D.FOCIS
  - 日本テレビ系「シュガーヒルストリート」エンディングテーマ、TBS系「アイチテル!」エンディングテーマ
  - PVにはZEEBRAと共にシュガーヒルストリートで司会を務めたくりぃむしちゅーの有田哲平が出演。
2. 雲の上のHeaven
作詞・作曲：ZEEBRA/INOVADER
3. Stop Playin' A Wall<TV track>
4. Top Of The World
作詞：ZEEBRA、作曲：D-Originu
  - TBS系「世界No.1バスケ」テーマソング
  - リリース予定はなかったが「2006FIBAバスケットボール世界選手権」のテーマソングで話題となり、2006年8月23日にiTunes Music Storeで配信された楽曲[2]。